# Sermoneta
Sermoneta là một đô thị (comune) ở tỉnh Latina, vùng Lazio của Ý. Đô thị Sermoneta có diện tích 44 km2, dân số thời điểm 1 tháng 6 năm 2009 là 8579 người.
Sermoneta có các đơn vị dân cư sau:
Sermoneta giáp với các đô thị:
Thị trấn nằm trên đỉnh đồi và có tường thành bao quanh.